# Fusker
Fusker è la denominazione di una tecnologia del web, ed anche l'output di una pagina web prodotta con questa tecnologia, che consiste fondamentalmente in uno script in cui si inserisce un range di nomi di file immagine e che restituisce una pagina web che le mostra. 
Se, ad esempio, si inserisce il testo
```
http://www.example.com/images/pic[1-16].jpg
```

nel form di un sito fusker, esso produrrà una pagina che mostrerà sedici immagini
```
da
 
 
http://www.example.com/images/pic1.jpg
  
 
a 
 
  
http://www.example.com/images/pic16.jpg
. 
```

È inoltre possibile utilizzare una lista di parole scrivendo, ad esempio:
```
http://www.example.com/images/{small,medium,big}.jpg
```

che produrrà tre url, una per ciascuna delle parole tra parentesi graffe.
La pagina web viene, quindi, visualizzata e può anche essere salvata sul server web del sito fusker, in modo che altre persone possano vederla.